# Listă de absolvenți ai Colegiului Reformat și Liceului Teoretic „Bolyai Farkas” din Târgu Mureș
Mai jos este o listă de absolvenți notabili care au urmat cursurile în Colegiul Reformat din Târgu Mureș (1557-1948), respectiv în instituțiile succesoare: Liceul Maghiar de Băieți (1948-1952), Liceul Maghiar de Băieți „Iosif Rangheț” (1952-1957) și Liceul Teoretic „Bolyai Farkas” (1957-).

## A
- János Antal (episcop)⁠(hu)[traduceți] (1767-1854), episcop reformat de Cluj între 1836-1854
- György Aranka (1737-1817), scriitor, eseist, promotor al dezvoltării activităților științifice

## B
- György Bernády (1864-1938), farmacist, jurist, personalitate marcantă în presbiteratul Bisericii din Cetate, om politic și primarul Târgu Mureșului
- János Bolyai (1802-1860), matematician, fiul lui Farkas Bolyai, fondatorul geometriei neeuclediene
- András Bordi⁠(hu)[traduceți] (1905-1989), pictor, profesor de desen, directorul Palatului Culturii între 1940-1971
- Ivan Bordi (1937-1921), jucător de polo pe apă, a concurat la Jocurile Olimpice de vară din 1956[1]

## Cs
- Zoltán Csáky⁠(hu)[traduceți] (1945), scriitor, redactor, membrul redacției emisiunii maghiare ale Televiziunii Române
- Boldizsár Csíky⁠(hu)[traduceți] (1937), compozitor, profesor, directorul Filarmonicii de Stat din Târgu Mureș

## D
- Csaba Dósa (1951), fost atlet, specializat în sărituri în înălțime, a participat la vârsta de 17 ani la Jocurile Olimpice din 1968 și, anul următor, la Campionatul European de la Atena. La Campionatul European de Juniori a obținut medalia de argint.[2]

## F
- Elek Farczády⁠(hu)[traduceți] (1890-1974), istoric , și-a găsit rândurile scrise în limba maghiară din Codexul Kóncz (1410)

## G
- György Gálfalvi⁠(hu)[traduceți] (1942), scriitor, redactorul revistei Látó⁠(hu)[traduceți]
- Dániel Gecse (1768-1824), medic, filantrop

## H
- Lajos Hegyi⁠(hu)[traduceți] (1964-1989), profesor de matematică, erou căzut în seara de 21 decembrie 1989 la Târgu Mureș
- Laszlo Hodos⁠(en)[traduceți] (1966), campion în bob
- Vasile Hossu (1866-1916), fost episcop greco-catolic al Episcopiei de Lugoj și apoi al Episcopiei de Gherla.

## K
- Ferenc Koós⁠(hu)[traduceți] (1828-1905), scriitor, preot reformat în București
- Attila Kelemen (1919-1994), medic, profesor universitar la Institutul de Medicină și Farmacie din Târgu Mureș, șef de clinică la Secția de chirurgie infantilă Târgu Mureș (1972-1987), campion național la înot, polo pe apă, antrenor, participant la Jocurile Olimpice de vară din 1952[1], maestru al sportului (1954).
- Attila Kelemen (1948-2022), medic veterinar, politician, deputat în Parlamentul României între 1996 și 2016, precum și membru al Parlamentului European între 1 ianuarie-9 decembrie 2007, membru fondator și președintele de onoare al Asociației Chinologice Mureș.[3]
- Lajos Kelemen⁠(hu)[traduceți] (1877-1963), arhivist, istoric, cercetătorul frescourilor medievale ale bisericilor ardelenești, membrul Academiei Ungară de Științe
- Elemér Kincses⁠(hu)[traduceți] (1946), scriitor, regizor
- Előd Kincses⁠(hu)[traduceți] (1941), jurist, avocat
- Gergely Kis (1738-1787), pastor reformat, directorul învățământului reformat din Transilvania

## M
- Petru Maior (1756-1821), istoric, filolog și scriitor
- István Kibédi Mátyus⁠(hu)[traduceți] (1725-1802), medic primar al Scaunului Mureș, filantrop
- Vince Molnár⁠(hu)[traduceți] (1926), medic primar de medicină legală, profesor universitar la Târgu Mureș, cercetător
- Rodion Markovits (1884-1948), jurnalist, scriitor

- Petru Maior (1756-1821), istoric, filolog și scriitor

## N
- József Nagy (1946-2018), atlet specializat în aruncarea discului, prima lui performanță notabilă a fost medalia de bronz la Jocurile Europene de Tineret din 1964.[4] În 1971 el a participat la Campionatul European de la Helsinki. De două ori a participat la Jocurile Olimpice, în 1976 la Montreal și în 1980 la Moscova.

## P
- Endre Pálfy (1908-1975), scriitor, comparatist și istoric literar
- Ferenc Pápai Páriz⁠(hu)[traduceți] (1649-1716), medic, filozof, scriitor, profesor
- András Peti⁠(hu)[traduceți] (1977), jurist, viceprimarul municipiului Târu Mureș între 2013-2016
- Antal Pongrácz (1948-2008),  scrimer olimpic român specializat pe spadă, medic dentist, cadru universitar la UMF Târgu Mureș

## S
- Zoltán Soós (1974), istoric, arheolog, ales primar al orașului Târgu Mureș la alegerile din septembrie 2020

## Ș
- Gheorghe Șincai (1754-1816), filolog, traducător și scriitor[5]

## Sz
- János Székely (1929-1992), poet, prozator, dramaturg, eseist și traducător

## T
- Béla Tőkés⁠(hu)[traduceți] (1936), chimist, doctor în științele chimice, profesor universitar la UMF Târgu Mureș

## V
- Gábor Vályi⁠(hu)[traduceți]  (1844-1926), jurist,profesor universitar la Cuj
- Gyula Vályi⁠(en)[traduceți] (1855-1913), metamatician, profesor universitar la Cuj
- Károly Vályi⁠(hu)[traduceți] (1809-1891), judecător, primarul orașului liber regesc Târgu Mureș, tatăl lui Gyula Vályi⁠(en)[traduceți] și Gábor Vályi⁠(hu)[traduceți]
- Zsolt András Varga⁠(hu)[traduceți] (1968), jurist, doctor în științe juridice, profesor universitar la Universitatea Catolică Pázmány Péter, membru în Comisia de la Veneția, judecător la Curtea Constituțională a Ungariei între 2014-2020, din 2021 președinte la Înalta Curte de Casație și Justiție din Ungaria (Kúria)
- János Vásárhelyi⁠(hu)[traduceți] (1888-1960), episcop reformat de Cluj între 1936-1960
- Árpád Vida⁠(hu)[traduceți] (1884-1915), pictor, grafician